# Березовый Яр
Березовый Яр — бывшее село в Усть-Камчатском районе Камчатского края России.
Расположено в одноимённом урочище, на правом берегу реки Камчатка, в окружении березняка. Расстояние по реке до Усть-Камчатска составляло 21 км. На другом берегу реки, почти напротив, существовало также ныне покинутое село Чёрный Яр.
Предположительно основано в 1911 году, впервые в документах упоминается в 1918 году. Основное занятие местных жителей было рыболовство, а также охота на пушного зверя и огородничество. В 1926 году здесь была образована рыболовецкая артель «Начало», позже преобразованная в колхоз, названный в 1939 году именем К. Е. Ворошилова и впоследствии переименованный в честь «40-летия Октября». К 1960 году в селе насчитывалось 60 дворов. Вскоре после укрупнения рыболовецких хозяйств в устьевой части реки Камчатки Березовый Яр был закрыт, жители переселены. Село официально ликвидировано 11 декабря 1964 года. Некоторое время здесь действовал рыболовецкий участок, закрывшийся из-за низких уловов. В 1990-х гг. в Березовом Яру было основано фермерское хозяйство, просуществовавшее недолго. В настоящее время от поселения осталось лишь несколько разрушенных домов.

## Население
| 59 | 43 |

Национальный состав — русские, татары, корейцы, китайцы.